# Sacrifice (The Weeknd)
Sacrifice is een nummer van de Canadese zanger The Weeknd uit 2022. Het is de tweede single van zijn vijfde studioalbum Dawn FM, waarmee het gelijktijdig verscheen.
"Sacrifice" werd door muziekcritici een discofunknummer genoemd, waarin The Weeknd zingt over zijn hedonistische levensstijl. Het nummer werd in week 3 van 2022 gelijktijdig Alarmschijf op Qmusic, Megahit op NPO 3FM en 538 Favourite op Radio 538.